# Alexandre Pichot
Alexandre Pichot (Caen, 6 de janeiro de 1983) é um ciclista francês. Estreou como profissional em 2006 e foi membro da equipa Total Direct Énergie, junto com as suas anteriores denominações, durante toda a sua trajectória desportiva que finalizou em outubro de 2019 depois da celebração da Paris-Tours.

## Palmarés
2003 (como amador)
- 1 etapa do Circuito das Ardenas
- 1 etapa do Tour de Guadalupe

## Resultados nas Grandes Voltas
| Carreira        | 2006 | 2007 | 2008 | 2009 | 2010 | 2011 | 2012 | 2013 | 2014 | 2015 | 2016 | 2017 | 2018 | 2019 |
| --------------- | ---- | ---- | ---- | ---- | ---- | ---- | ---- | ---- | ---- | ---- | ---- | ---- | ---- | ---- |
| Giro d'Italia   | -    | 125º | -    | -    | -    | -    | -    | -    | -    | -    | -    | -    | -    | -    |
| Tour de France  | -    | -    | -    | 117º | -    | -    | -    | -    | 107º | -    | -    | -    | -    | -    |
| Volta a Espanha | -    | -    | Ab.  | -    | 121º | -    | -    | -    | -    | -    | -    | -    | -    | -    |

-: não participa

Ab.: abandono